# Ровініца-Міке
Ровініца-Міке (рум. Rovinița Mică) — село у повіті Тіміш в Румунії. Входить до складу комуни Дента.
Село розташоване на відстані 390 км на захід від Бухареста, 46 км на південь від Тімішоари.

## Населення
За даними перепису населення 2002 року у селі проживали 9 осіб.